# 20 Dywizja Piechoty (II RP)

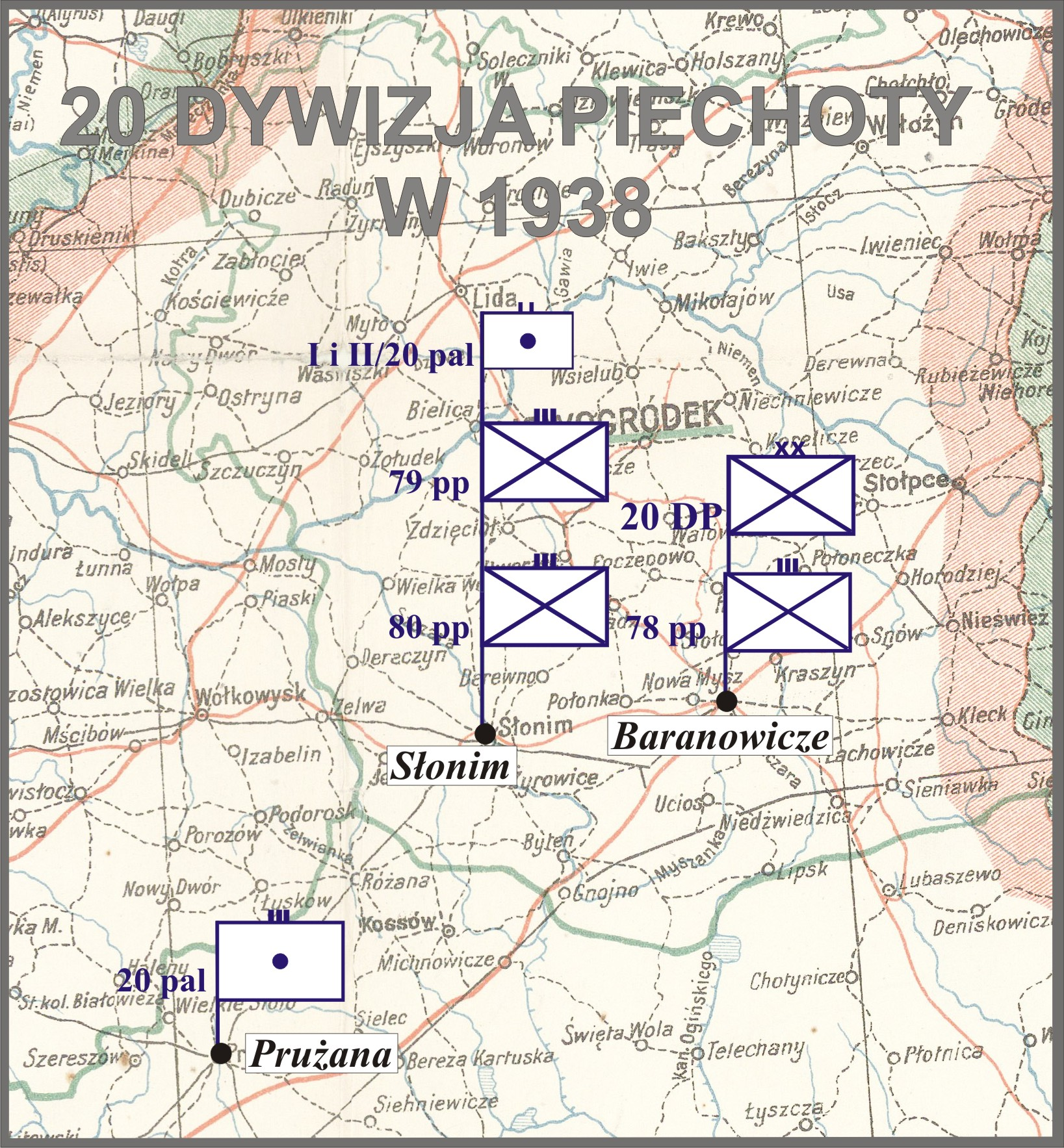
20 DP w 1938

20 Dywizja Piechoty (20 DP) – wielka jednostka piechoty Wojska Polskiego II RP.
W związku z reorganizacją Wojska Polskiego, likwidowane Wojsko Litwy Środkowej wydzieliło z siebie dwie dywizje: 19 i 29 DP. Ponadto w kraju sformowano 20 Dywizję Piechoty. Oddziały dla niej wywodziły się również z obu dywizji litewsko-białoruskich. Były to: 78 (słucki) pp i 79 (białostocki) pp z 2 DLB oraz 80 (nowogródzki) pp z 1 DLB.

W okresie  międzywojennym dowództwo 20 DP stacjonowało w Słonimiu. W jej skład w 1923 wchodziły: 78 pp, 79 pp i 80 pułk piechoty.

W czasie kampanii wrześniowej dywizja walczyła w składzie Armii „Modlin”. Broniła ufortyfikowanych pozycji nadgranicznych pod Mławą i Rzęgnowem. Opuściwszy je, o świcie 4 września została rozbita i zdezorganizowana przez lotnictwo wroga. Odtworzona w Modlinie, walczyła nad Bugo-Narwią. 15 września wycofała się na Pragę i broniła stolicy od północnego wschodu.

## Dywizja w okresie pokoju
Organizacja pokojowa dywizji w 1923
- dowództwo 20 DP w Słonimie
- 78 pułk piechoty w Baranowiczach
- kadra batalionu zapasowego 78 pułku piechoty w Brześciu
- 79 pułk piechoty w Słonimie
- 80 pułk piechoty w Słonimie
- 20 pułk artylerii polowej w Prużanach

W terminie do 1 lipca 1928 Dowództwo 20 DP przeniesione zostało ze Słonima do garnizonu Baranowicze.
Wiosną 1935 na bazie kompanii wydzielonej ze składu 6 batalionu saperów sformowana została 20 kompania saperów. W maju 1937 kompania przeformowana została w Ośrodek Sapersko-Pionierski 20 DP.
Organizacja pokojowa dywizji w marcu 1939 (przed mobilizacją)
- dowództwo 20 DP w Baranowiczach[4]
- 78 pułk piechoty w Baranowiczach
- 79 pułk piechoty w Słonimie
- 80 pułk piechoty w Słonimie
- 20 pułk artylerii lekkiej w Prużanach (I i II dywizjon w Baranowiczach)
- 20 dywizjon artylerii ciężkiej
- Ośrodek Sapersko-Pionierski 20 DP w Słonimie
- kompania łączności 20 DP w Baranowiczach

## Dywizja w kampanii wrześniowej 1939

### Walki dywizji
20 Dywizja Piechoty pod dowództwem płk. dypl. Wilhelma Andrzeja Lawicza-Liszki wchodziła w skład Armii „Modlin”. Tuż przed wybuchem wojny obsadziła linię umocnień biegnących przez północne stoki wzgórz na północ od Mławy. Na wschód od pozycji mławskiej biegła pozycja rzęgnowska oddzielona od mławskiej błotami „Niemyje”. Podstawę umocnień stanowiły dwie linie betonowych schronów bojowych przeciw piechocie i czołgom. Do chwili wybuchu wojny budowa pozycji nie została ukończona; najsłabiej przygotowana była druga linia umocnień.
W dniach 1–3 września 1939 r. dywizja broniła pozycji pod Mławą przed przeważającymi siłami niemieckiego I Korpusu Armijnego z 3 Armii w składzie: 11 DP i 61 DP oraz Dywizji Pancernej „Kempf”, nacierającymi z terenu Prus Wschodnich w kierunku na Warszawę (Patrz: bitwa pod Mławą). Pierwsze natarcia niemieckie 1 września zostały odparte mimo współdziałania piechoty z czołgami (strata ok. 25 czołgów). Nie mogąc zdobyć pozycji mławskiej od czoła, Niemcy wykonali w godzinach popołudniowych natarcie na pozycję pod Rzęgnowem; po dwugodzinnym przygotowaniu artyleryjskim przełamali ją i zaczęli wychodzić na tyły 20 DP. Próby ich zatrzymania kontratakiem 79 pp nie powiodły się, wobec czego dowództwo Armii „Modlin” nakazało zorganizowanie obrony wschodniego skrzydła 20 DP na odcinku Dębsk – stacja Nosarzewo oraz przygotowanie kontrataku odwodowej 8 DP w kierunku północno-wschodnim. Ponowne próby niemieckie ataków na Mławę od czoła, przy wsparciu czołgów i lotnictwa, przeprowadzone 2 września, Niemcy okupili dużymi stratami. Udało im się jedynie opanować Żaboklik i Górę Kamieńską bronione przez 79 pp.
Podobnymi rezultatami zakończyły się natarcia kolejnego dnia, mimo zbrodniczego pędzenia przed czołgami okolicznej ludności polskiej. Niemcy dokonali jedynie niewielkich włamań w rejonie Kołakowa i zdobyli kilka wysuniętych punktów oporu. Gdy główny, pancerny klin wojsk niemieckich, prący z północy w kierunku Warszawy, nie mogąc zgnieść oporu polskich oddziałów, utknął pod Mławą, ruszyło silne, oskrzydlające natarcie Niemców w kierunku Ostrołęki i Przasnysza. Między Baranowem i Opaleńcem, wspierane huraganowym ogniem artylerii, natarcie niemieckiej piechoty przełamało polskie linie obrony. Ukryte dotychczas w nadgranicznych lasach oddziały Wehrmachtu, przekroczyły rzekę Orzyc i ruszyły na południe.
Przewidywany kontratak 8 DP, na skutek częstego zmieniania rozkazów, nastąpił dopiero w godzinach popołudniowych 3 września w dwóch rozbieżnych kierunkach: na Przasnysz i na Grudusk; źle przygotowany i nieskoordynowany, wykonywany rozdrobnionymi siłami, przy zetknięciu z silniejszym nieprzyjacielem załamał się. Oddziały 8 DP zostały ogarnięte paniką, spotęgowaną działaniami niemieckich grup dywersyjnych i oddziałów pancernych na tyłach, rozpoczynając żywiołowy odwrót.
W takiej sytuacji wobec groźby całkowitego okrążenia i zniszczenia 20 DP na pozycji mławskiej, dowódca Armii „Modlin” wydał w nocy z 3 na 4 września spóźniony rozkaz opuszczenia linii obronnych i odwrotu na Warszawę. 4 września lotnictwo niemieckie rozbiło znaczną część sił 20 DP. Jednakże już po dniu względnego wypoczynku, za jaki można uznać intensywny marsz, zwarte oddziały dywizji odzyskały gotowość bojową i zupełnie dobre morale. Znacznie uszczuplone oddziały dywizji weszły w skład GO gen. Władysława Andersa, z którą wycofywały się na południe. 7 września dotarły dopiero do rejonu na zachód od Płocka.
Ostatecznie resztki dywizji walczyły w obronie Warszawy, zajmując pozycje na północnym odcinku obrony Pragi w celu zabezpieczenia kierunków od strony Tłuszcza, Radzymina, Nieporętu, Dębego i Modlina. W stolicy skapitulowały wraz z pozostałymi oddziałami polskimi 28 września. Za twardą obronę pozycji mławskiej 20 DP zyskała u Niemców zaszczytną nazwę „żelaznej dywizji”.

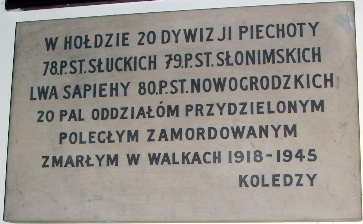
Tablica w kościele garnizonowym w Londynie

### Organizacja wojenna dywizji
Planowana organizacja wojenna 20 DP.
- Kwatera Główna 20 Dywizji Piechoty
- 78 pułk piechoty
- 79 pułk piechoty
- 80 pułk piechoty
- 20 pułk artylerii lekkiej
- 20 dywizjon artylerii ciężkiej typ II
- pluton taborowy nr 20
- bateria motorowa artylerii plot. typ A nr 20
- baon saperów typ II a nr 20
- szwadron kawalerii dywizyjnej nr 20
- kompania kolarzy nr 92 – kpt. Antoni Szokało
- samodzielna kompania km i broni towarzyszących nr 92 – kpt. Karol Jan Babraj (od 18 IX 1939 dowódca II/80 pp)
- pluton łączności Kwatery Głównej 20 DP
- kompania telefoniczna 20 DP – mjr Kazimierz Lewandowicz
- pluton radio 20 DP
- drużyna parkowa łączności 20 DP
- kompania sanitarna nr 902
- dowództwo grupy marszowej służb typ II nr 909
- dowództwo grupy marszowej służb typ II nr 910
- kolumna taborowa jednokonna nr 909
- kolumna taborowa jednokonna nr 910
- kolumna taborowa jednokonna nr 911
- kolumna taborowa jednokonna nr 912
- kolumna taborowa jednokonna nr 913
- kolumna taborowa jednokonna nr 914
- kolumna taborowa jednokonna nr 915
- kolumna taborowa jednokonna nr 916
- warsztat taborowy nr 909
- pluton parkowy uzbrojenia nr 92
- park intendentury typ I nr 902 – kpt. int. Wojciech Dubiel[6]

| Organizacja i obsada personalna Kwatery Głównej 20 DP | Organizacja i obsada personalna Kwatery Głównej 20 DP | Organizacja i obsada personalna Kwatery Głównej 20 DP |
| ----------------------------------------------------- | ----------------------------------------------------- | ----------------------------------------------------- |
| Stanowisko etatowe                                    | Stopień, imię i nazwisko                              | Uwagi                                                 |
| etat nr 1 – dowódca i sztab                           |                                                       |                                                       |
| dowódca dywizji                                       | płk dypl. piech. Wilhelm Andrzej Lawicz-Liszka        | niewola niemiecka                                     |
| oficer ordynansowy                                    | por. piech. rez. Jan Skup                             | niewola niemiecka                                     |
| szef sztabu                                           | mjr dypl. piech. Wojciech Wayda                       | dowódca 6 DP AK, VM                                   |
| oficer operacyjny                                     | kpt. dypl. Tadeusz Wojciechowski                      | szef sztabu Okręgu Lwów AK, †14 lub 17 I 1944         |
| pomocnik oficera operacyjnego                         | por. piech. Jerzy Robert Jurkowski                    | płk LWP, †20 I 1967                                   |
| oficer wywiadowczy                                    | kpt. art. Jerzy Jazdowski                             | niewola niemiecka                                     |
| oficer wywiadowczy                                    | kpt. piech. Henryk I Walczak                          | KW, niewola niemiecka                                 |
| kwatermistrz                                          | kpt. dypl. art. Stanisław Weber                       | szef sztabu Warszawskiego Korpusu AK                  |
| pomocnik kwatermistrza                                | kpt. piech. Konstanty Olszewski                       | niewola niemiecka                                     |
| pomocnik kwatermistrza                                | por. piech. rez. Władysław Rowiński                   | †1940 Charków                                         |
| kierownik kancelarii                                  |                                                       |                                                       |
| etat nr 2 – dowódcy broni                             |                                                       |                                                       |
| I dowódca piechoty dywizyjnej                         | płk dypl. piech. Franciszek Dudziński                 | niewola niemiecka                                     |
| oficer sztabu dowódcy piechoty dywizyjnej             | mjr piech. Tadeusz Lelo                               | niewola niemiecka                                     |
| oficer sztabu dowódcy piechoty dywizyjnej             | mjr piech. Alfred Józef Rycerz                        | niewola niemiecka                                     |
| oficer ordynansowy dowódcy piechoty dywizyjnej        | ppor. piech. rez. Robert Bartołd                      |                                                       |
| dowódca artylerii dywizyjnej                          | płk art. Leon Hózman-mirza-Sulkiewicz                 |                                                       |
| oficer sztabu dowódcy artylerii dywizyjnej            | mjr art. Bogumił Stylo                                | niewola niemiecka, KW                                 |
| oficer służby wywiadowczej artylerii                  | kpt. art. Bogusław Michał Sęk                         | niewola niemiecka                                     |
| oficer służby wywiadowczej artylerii                  | por. Jan Makowski                                     |                                                       |
| oficer łączności artylerii dywizyjnej                 | kpt. art. Antoni Mateńko                              | niemiecka niewola, ppłk LWP                           |
| samodzielny patrol meteo nr 902                       |                                                       |                                                       |
| dowódca kawalerii dywizyjnej                          | mjr kaw. Władysław Gajewski                           | †22 IX 1939 Warszawa, VM                              |
| dowódca saperów                                       | mjr sap. Juliusz Levittoux                            | niewola niemiecka                                     |
| dowódca łączności                                     | kpt. łącz. Roman Domaszewicz                          | niewola niemiecka                                     |
| referent                                              |                                                       |                                                       |
| etat nr 3 – szefowie służb                            |                                                       |                                                       |
| szef służby uzbrojenia                                | kpt. uzbr. Stanisław Wodziński vel Wodzyński          | KW, niewola niemiecka                                 |
| oficer dyspozycyjny                                   | ppor. uzbr. rez. mgr Eugeniusz Orłowski               |                                                       |
| szef służby intendentury                              | kpt. int. z wsw Mieczysław Ługowski                   | KW, niewola niemiecka                                 |
| oficer dyspozycyjny                                   | por. int. rez. Aleksander Olszański                   | niewola niemiecka                                     |
| szef służby zdrowia                                   | mjr lek. dr Filip Głowiński                           |                                                       |
| lekarz Kwatery Głównej                                |                                                       |                                                       |
| szef służby weterynaryjnej                            | ppor. lek. wet. rez. Kazimierz Zambrzuski             |                                                       |
| dowódca (szef służby) taborów                         | ppor. Antoni Lewkiewicz                               | † 14 IV 1940 Oflag IV A Hohnstein                     |
| oficer dyspozycyjny                                   |                                                       |                                                       |
| szef służby duszpasterskiej                           | ks. kpl. Seweryn Jędrysik                             | niewola niemiecka, †5 IX 1942                         |
| szef sł. sprawiedliwości i szef sądu polowego nr 20   | mjr aud. mgr Jan Antoniewicz                          | niewola niemiecka                                     |
| szef sł. poczt polowych–kierownik poczty polowej      |                                                       |                                                       |
| szef sł. żandarmerii–dca plutonu pieszego żand. nr 20 |                                                       |                                                       |
| etat nr 4 – kwatera i organy pomocnicze               |                                                       |                                                       |
| komendant Kwatery Głównej                             | kpt. adm. (art.) Eugeniusz Proskurnicki               | niemiecka niewola                                     |
| oficer żywnościowy                                    |                                                       |                                                       |
| płatnik                                               |                                                       |                                                       |
| lekarz weterynarii                                    | por. lek. wet. rez. Tadeusz Ślączka                   | niemiecka niewola, †9 III 1971                        |
| etat nr 5 – kompania gospodarcza Kwatery Głównej      |                                                       |                                                       |
| dowódca kompanii                                      | por. piech. rez. Stanisław Ratomski                   | niemiecka niewola                                     |
| etat nr 6 – kompania sztabowa Kwatery Głównej         |                                                       |                                                       |
| dowódca kompanii                                      | por. Piotr Sobolewski                                 |                                                       |

### Ośrodek Zapasowy 20 DP i pododdziały marszowe
W Słonimiu, na terenie Okręgu Korpusu Nr IX sformowany został Ośrodek Zapasowy 20 DP pod dowództwem płk. art. Adama Eplera. Na początku drugiej dekady września 1939 na bazie ośrodka zorganizowane zostało Zgrupowanie „Kobryń”. 28 września 1939 Zgrupowanie „Kobryń” przemianowane zostało na 60 Dywizję Piechoty.
W Tarnowie, na terenie Okręgu Korpusu Nr V, tamtejsza kadra zapasowa piechoty sformowała pięć pododdziałów marszowych. Zadaniem tych pododdziałów było pokrycie strat osobowych poniesionych przez pułki 20 DP. Jednostki formowane były eksterytorialnie z uwagi na to, że na terenie OK IX nie było wystarczającej liczby rezerwistów, przede wszystkim narodowości polskiej.
- batalion marszowy 78 pułku piechoty „Dąb” – por. Władysław Łotuszka
- batalion marszowy 79 pułku piechoty „Klon” – NN
- batalion marszowy 80 pułku piechoty „Jawor” – NN
- uzupełnienie marszowe kompanii kolarzy nr 92
- uzupełnienie marszowe samodzielnej kompanii karabinów maszynowych i broni towarzyszącej nr 92

Wymienione wyżej oddziały podlegały dowódcom OK V i IX, i nie wchodziły w skład 20 DP.

## Obsada personalna dowództwa dywizji
Dowódcy dywizji
- gen. bryg. Edmund Kessler (IX 1921 – 2 VI 1924)
- gen. bryg. Józef Becker (VII 1924 – † 16 II 1925)
- gen. bryg. Jan Tabaczyński (V 1925 – 3 XI 1926)
- gen. bryg. Olgierd Pożerski (3 XI 1926 – VIII 1930)
- gen. bryg. Henryk Krok-Paszkowski (X 1930 – I 1938)
- płk dypl. Wilhelm Lawicz-Liszka (IV 1938 – IX 1939)

Dowódcy piechoty dywizyjnej
- płk piech. Maciej Puchalak (1 IX 1921 – 20 III 1922)
- płk piech. Bronisław Bohaterewicz (V 1922 – VIII 1925 → dowódca piechoty dywizyjnej 18 DP)
- płk piech. Zdzisław Załuski (1925 – 14 X 1926[30] → dyspozycja dowódcy OK IX)
- płk SG Radosław Dzierżykraj-Stokalski (14 X 1926 – 9 X 1928[31] → dowódca 17 DP)
- płk dypl. Mieczysław Boruta-Spiechowicz (9 X 1928 – 12 X 1934 → dowódca 22 DPG)
- płk dypl. Ludwik Bociański (od 12 X 1934[32])
- płk dypl. Franciszek Dudziński (od pocz. 1936[33])

II dowódcy piechoty dywizyjnej
- płk art. Jan Chmurowicz (15 IX 1931 – 15 XII 1934 → dowódca 15 DP)
- płk art. Kazimierz Schally (15 XII 1934 – 21 IX 1935)

Szefowie sztabu
- kpt. SG Karol Piórecki (X 1921 – 15 X 1923)
- mjr SG Stanisław Świtalski (15 X - 1 XI 1923 → 2 referent Inspektoratu Armii Nr I)
- mjr SG Jan Rychlik-Swarzeński (1 XII 1923[34] - 10 IX 1924 → Sztab DOK IX)
- mjr / ppłk SG Zygmunt II Grabowski (15 X 1924 - 5 V 1927 → zastępca dowódcy 35 pp[35])
- mjr SG / ppłk dypl. Seweryn Łańcucki (11 VI 1927[36] – 23 XII 1929 → zastępca dowódcy 11 pp)
- mjr dypl. dr Jan Kornaus (23 XII 1929[37] – 9 XII 1932 → szef Wydziału Mobilizacji i Uzupełnień DOK IV[38])
- mjr / ppłk dypl. sap. Mieczysław Józef Wilczewski (XII 1932[39] – X 1935 → dowódca 6 bpanc)
- mjr dypl. piech. Wacław Spława-Neyman (X 1935 – ? → dowódca I/52 pp)
- mjr dypl. Wojciech Wayda (do 15 IX 1939)